# Ambrosius Froben

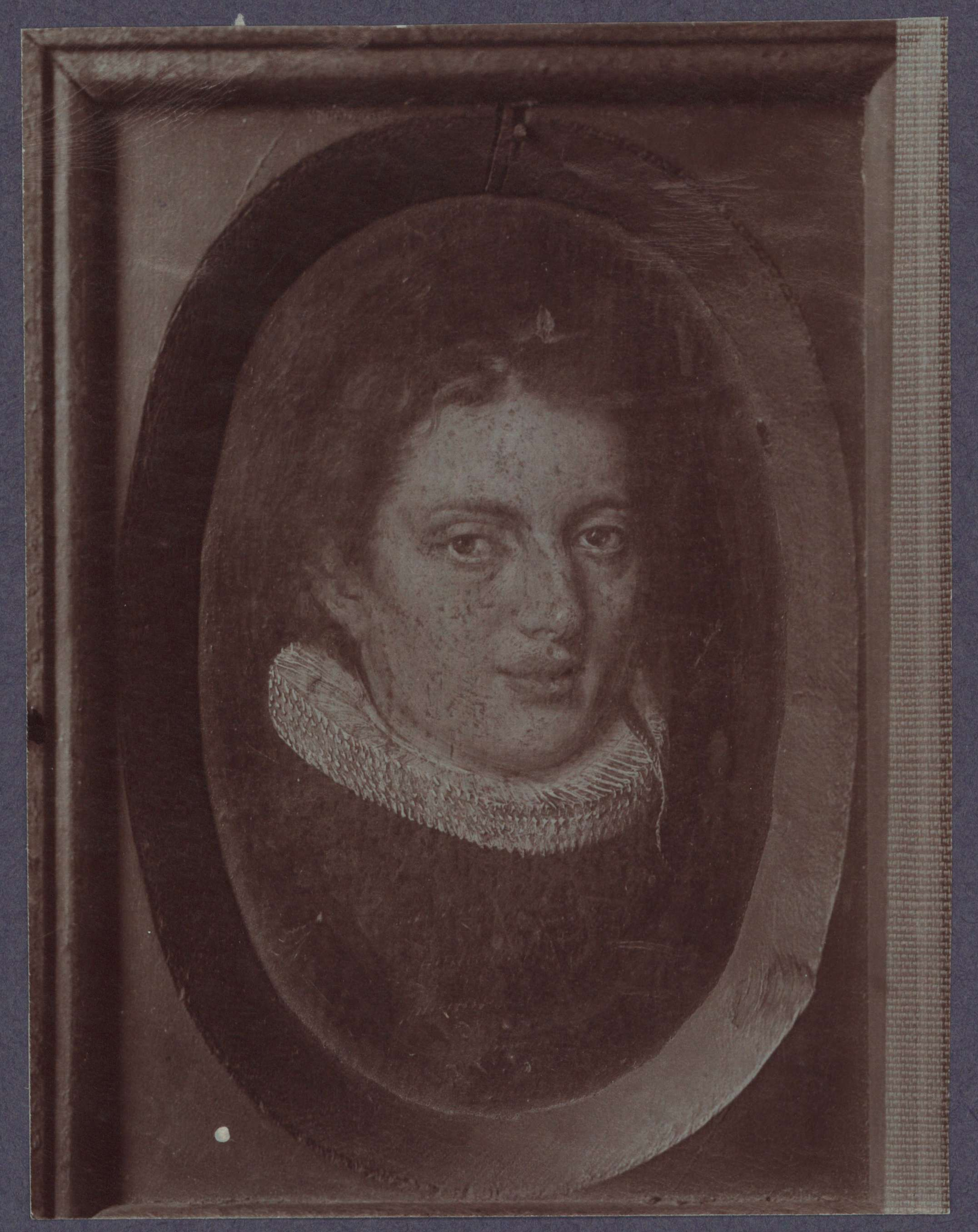
Ambrosius Froben (zwischen 1560 und 1600)

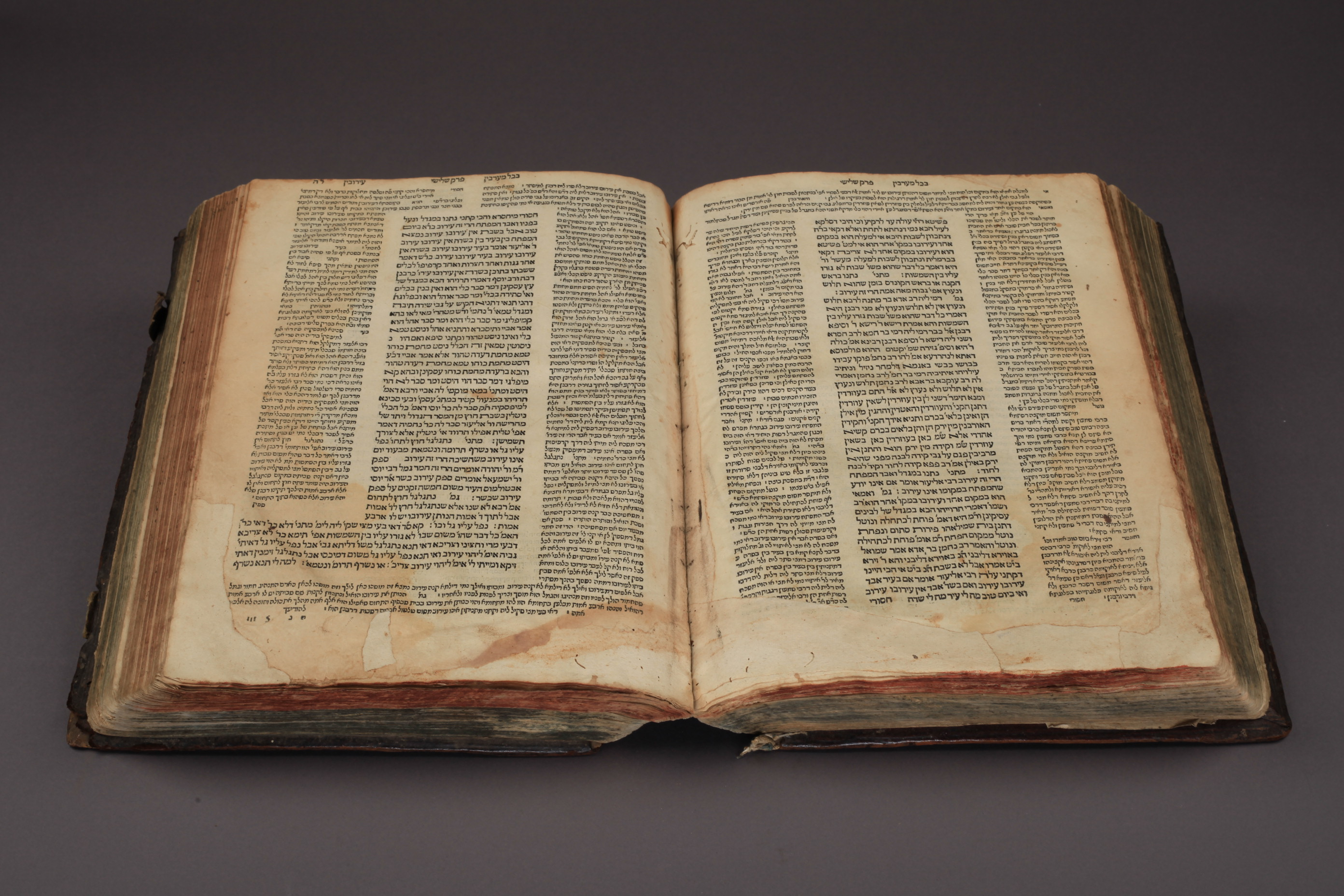
Babylonischer Talmud mit verschiedenen Traktaten gedruckt von Daniel Bomberg und Ambrosius Froben aus dem 16. Jahrhundert, in der Sammlung des Jüdischen Museums der Schweiz.

Ambrosius Froben (* 1537 in Basel; † 1602 ebenda; auch Ambrosius Frobenius) war ein Schweizer Buchdrucker und Verleger.

## Leben
Ambrosius war ein Sohn des Buchdruckers Hieronymus Froben und Enkel von Johannes Froben, dem Begründer der Basler Offizin, Drucker und Freund von Erasmus von Rotterdam. Zusammen mit seinem jüngeren Bruder Aurelius (* 1539) führte er das Geschäft seines Vaters weiter. Er spezialisierte sich auf hebräische Bücher und arbeitete dabei mit dem Gelehrten Israel Ben Daniel Sifroni aus Italien zusammen. Sein umfangreichstes Werk war eine Talmud-Ausgabe, die 1578–81 unter grossen Schwierigkeiten erschienen ist. Aus geschäftlichen Gründen erklärte er 1581 in Rom vor dem Papst, er sei schon immer katholisch gewesen. Im Frühling 1583 wurde er als Drucker nach Freiburg im Breisgau berufen, zwei Jahre später kehrte er nach Basel zurück und übergab dort das Geschäft an seinen Sohn Hieronymus und den Schwiegersohn Jonathan Meyer. Diese verkauften 1587 die Offizin samt dem ehrwürdigen Firmensitz, dem «Haus zum Lufft», an Leonhard Ostein, und so stand 1587 der Name Froben zum letzten Mal im Frankfurter Messekatalog. Ambrosius Froben wurde 1590 in Basel als Birsmeister (Schaffner des Gotteshauses zu St. Jakob) städtischer Beamter. Sein Sohn Hieronymus ging als Goldschmied nach Danzig und erwarb dort am 14. Juli 1590 das Bürgerrecht ('Hyeronimus Frobenius von Basel').